# Saif-ur-Rehman Khan
Muhammad Saif-ur-Rehman Khan es un ciudadano paquistaní que fue detenido erróneamente en Chile bajo cargos de terrorismo y fue posteriormente absuelto.

## Antecedentes
Muhammad Saif-ur-Rehman Khan nació en 1982, en Islamabad, Pakistán, donde pasó la mayor parte de sus primeros años de vida. Después de completar su educación media en el Colegio Universidad de Islamabad (UCI), completó una licenciatura en la Universidad de Punjab en Lahore. Se dice que realizó giras frecuentes por el Reino Unido (donde participó como modelo amateur) y por los Estados Unidos . La directora de la universidad de Saif en la UCI, Catalina Allende, de nacionalidad chilena y además cónsul honoraria de Chile en Islamabad, lo animó a viajar a Chile para aprender el idioma español en el instituto eFronteras de Santiago y también a estudiar turismo y hotelería. Al llegar, se matriculó en cursos de idiomas y alquiló una habitación en una pensión.
El 11 de mayo de 2010, un funcionario estadounidense confirmó que el nombre de Saif estaba en una lista de vigilancia terrorista. Sin embargo, no hubo acusaciones en su contra. Tampoco se encontró que Saif-ur-Rehman Khan tuviera vínculos con ningún grupo ilícito. En mayo de 2010, en una entrevista a los medios de comunicación, el embajador de Pakistán en Santiago de Chile afirmó que "Saif ur Rehman puede haber sido incriminado".
Todas las sospechas fueron disipadas por el tribunal de Santiago de Chile que lo absolvió y los fiscales retiraron todos los cargos en su contra. Todo el tiempo, Saif ur Rehman y su familia afirmaron que todo el fiasco pudo haber sido el resultado de un "malentendido" derivado de una identidad equivocada.

## Biografía
El 7 de mayo de 2010, tres estadounidenses se acercaron a Saif mientras asistía a servicios en una mezquita. Ese mismo día, había recibido una llamada de la Embajada de Estados Unidos en Santiago solicitándole que fuera a la embajada para un control de identidad  (luego se supo que el propósito de la llamada era para informarle su visa estadounidense había sido revocada).
Después de informar a la embajada local de Pakistán, Saif se dirigió a la embajada estadounidense el 10 de mayo. Cuando lo escanearon al entrar, se encontraron restos de TNT y tetril en los documentos y en el teléfono móvil que presentó en la recepción. Algunos informes dijeron que se encontraron residuos en su cuerpo, pero luego se determinó que no se había encontrado nada en su cuerpo, ropa o manos. Mientras estaba encerrado en el edificio de la embajada, horas antes de su detención oficial, la policía chilena registró su apartamento y no encontró rastros de residuos de explosivos. Sin embargo, una segunda búsqueda ese mismo día descubrió rastros de tetril en varias prendas de vestir, en una maleta pequeña y en una computadora portátil.
El ministro del Interior chileno, Rodrigo Hinzpeter, declaró "terrorista" al estudiante paquistaní antes de que concluyeran las investigaciones. Se invocó la controvertida ley antiterrorista chilena, que permite cierta elusión del debido proceso. Los tribunales anularon esta aplicación de la ley, liberando así a Khan después de cinco días de detención.

## Salida de la cárcel
Tras su liberación,  Muhammad Saif-ur-Rehman Khan dio una conferencia de prensa en la que declaró su inocencia. Las investigaciones continuaron y los fiscales solicitaron repetidamente más tiempo a los tribunales. Mientras tanto, los padres del estudiante paquistaní viajaron a Santiago para acompañar a su hijo y ayudar en su defensa legal.

## Resultado
La investigación continuó durante más de 7 meses. La embajada de Estados Unidos en Santiago invocó inmunidad diplomática y se negó a permitir que el personal de la embajada que manejaba sus pertenencias fuera interrogado por los tribunales chilenos. El estudiante paquistaní apareció en varios programas de televisión  y noticieros y afirmó su confianza en el poder judicial chileno. Los procedimientos de finales de 2010 determinaron que Khan no era culpable. Posteriormente, los fiscales retiraron los cargos contra él en medio de una gran cobertura mediática. Una coalición de amigos y familiares de Saif ur Rehman lanzó una eficaz campaña mediática para disipar la información errónea que apareció en los medios, especialmente en mayo de 2010. Su juicio puso sustancialmente en el centro de atención las relaciones entre Chile y Pakistán. En sus últimas entrevistas televisivas, solicitó unas disculpas del gobierno y a las personas detrás de esta terrible experiencia y obtuvo un inmenso apoyo de la comisión de derechos humanos en el congreso de Chile .